# جون إدواردز (سياسي أمريكي، مواليد 1815)
جون إدواردز (بالإنجليزية: John Edwards)‏ هو ضابط ومحامي وسياسي أمريكي، ولد في 24 أكتوبر 1815 في لويفيل في الولايات المتحدة، وتوفي في 8 أبريل 1894 في واشنطن العاصمة في الولايات المتحدة. نشط حزبياً في الحزب الجمهوري.

## مناصب
- انتخب عضو مجلس ولاية إنديانا.
- انتخب عضو مجلس نواب إنديانا.
- انتخب عضو مجلس نواب ولاية ايوا.
- انتخب عضو مجلس النواب الأمريكي.